# اندیس سنگ مرمریت ۳۰۴۵
سنگ مرمریت ۳۰۴۵ یک اندیس مصالح ساختمانی است که در حوالی شهر اقلید استان فارس قرار دارد و مادهٔ معدنی موجود در آن، مرمریت است.سنگ میزبان این اندیس سنگ آهک است و دیرینگی آن به دوران تریاس-ژوراسیک می‌رسد.